# David Korner
David Korner, känd under pseudonymen Barta, född 19 oktober 1914 i Buhuși, Bacău, död 6 september 1976, var en rumänsk-fransk militant trotskist och marxistisk teoretiker. Han grundade och ledde partiet Union communiste Groupe Barta, vilket var ursprunget till Lutte ouvrière.

## Biografi
David Korner föddes 1914 i en judisk köpmannafamilj. Han studerade i Paris, där han kom att ansluta sig till trotskismen och bildade senare en bolsjevik-leninistisk gruppering i Rumänien.
Korner var medlem av Rumänska kommunistpartiet från 1932 till 1933. Sistnämnda år ställdes han inför rätta tillsammans med bland andra Gheorghe Gheorghiu-Dej och Constantin Doncea för att ha organiserat järnvägsstrejken i Grivița; Korner dömdes till 18 månaders fängelse.
När spanska inbördeskriget bröt ut 1936, emigrerade Korner till Frankrike för gott och blev medlem av Parti ouvrier internationaliste. Därefter gick han med i det kortlivade Parti socialiste ouvrier et paysan, som upplöstes i början av andra världskriget. Efter att under en tid ha samarbetat med de militanta politikerna Yvan Craipeau, Jean Rous och Daniel Guérin grundade Korner år 1939 Union communiste Groupe Barta. Detta parti spelade en avgörande roll i samband med de omfattande strejkerna i Frankrike 1947(en); de strejkande protesterade mot de låga lönerna och mot västerländsk kapitalism i allmänhet.
Union communiste Groupe Barta upplöstes år 1950. Korner avvisade den militante trotskisten Robert Barcias förslag att återbilda partiet; Barcia grundade år 1956 istället Voix ouvrière, vilket efter majrevolten 1968 blev Lutte ouvrière. Korner distanserade sig emellertid från den revolutionära trotskistiska rörelsen.